# Asa Dogura
Asa Dogura (jap. 土倉麻 Dogura Asa; ur. 11 czerwca 1914 w Kioto, zm. 20 kwietnia 2008 w Kamakurze) – japońska lekkoatletka, sprinterka.
Podczas igrzysk olimpijskich w Los Angeles (1932) odpadła w eliminacjach w biegu na 100 metrów (z czasem 12,9 zajęła 4. miejsce w swoim biegu, awans uzyskiwała czołowa trójka z każdej serii) oraz zajęła 5. miejsce w sztafecie 4 × 100 metrów (Japonki biegnące w składzie: Mie Muraoka, Michi Nakanishi, Dogura i Sumiko Watanabe ustanowiły wynikiem 48,9 rekord Japonii, który przetrwał do 1958 roku, rezultat ten był także przez lata rekordem Azji).
Jej mężem był Naoto Tajima.

## Rekordy życiowe
- Bieg na 100 metrów – 12,5 (1932)